# Canal de Slesvig-Holstein
El Canal de Slesvig-Holstein en alemany Schleswig-Holsteinischer Kanal o Eiderkanal és un canal desaparegut de Slesvig-Holstein. Connectava el port de Kiel al mar Bàltic amb l'Elba i el Mar del Nord.

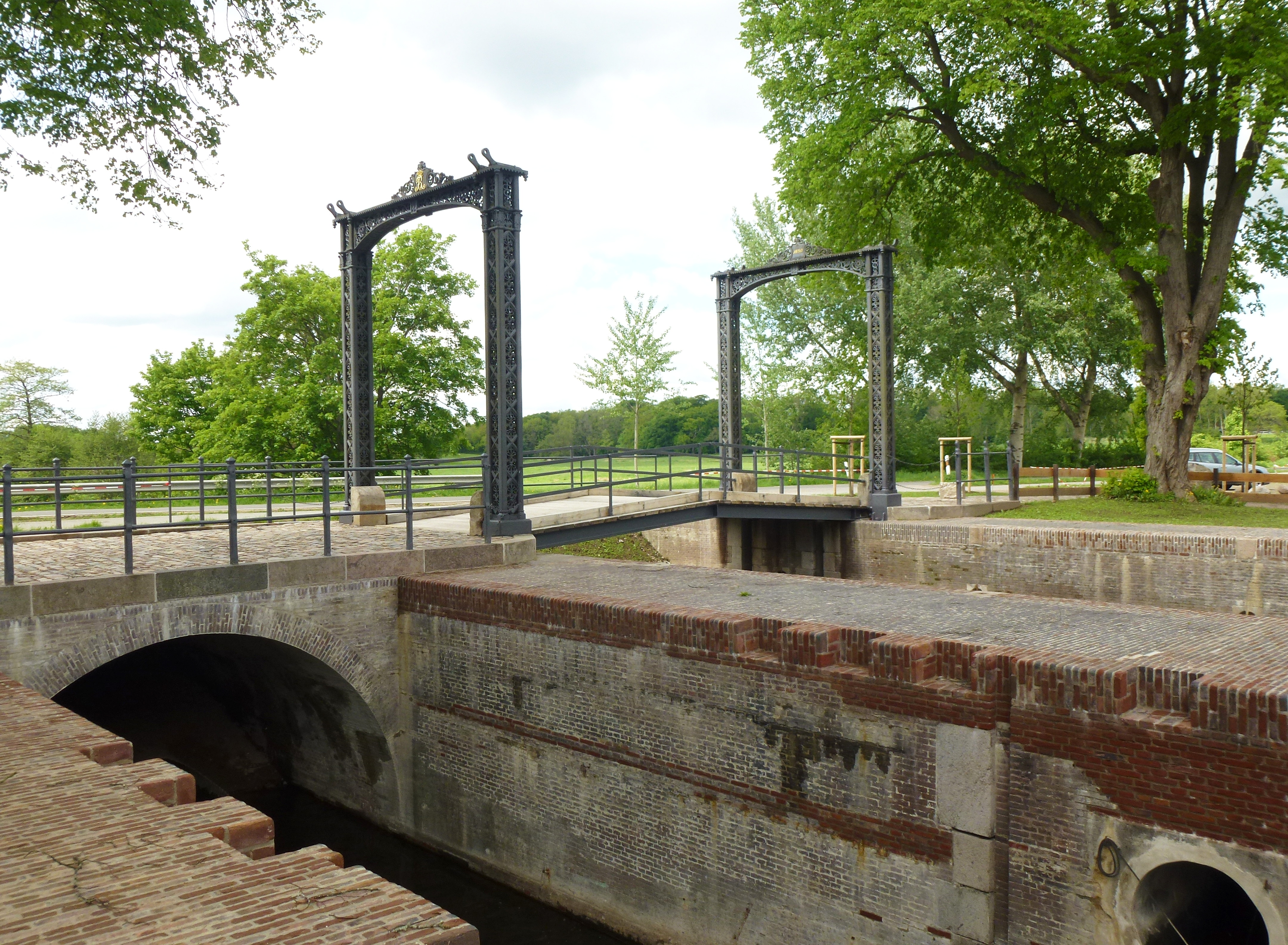
Resclosa de Kluvensiek a Bovenau

Va ser en servei de 1784 cap a 1890. El trajecte total del Mar Bàltic cap a l'Elba mesurava 164 quilòmetres: 34 km de canal sensu stricto i el reste el riu Eider parcialment canalitzat i rectificat. Tenia sis rescloses que superaven cadascuna uns 2,5 metres de desnivell. El trajecte de Kiel cap a Rendsburg prenia entre deu i dotze hores, la baixada via l'Eider cap a l'estuari de l'Elba prenia tres a quatre dies. Va ser reemplaçat pel Canal de Kiel, amb els seus 98,6 km i només dues rescloses, molt més curt més adaptat a les embarcacions cada vegada més grans. Es va aprofitar una part del canal per fer el canal de Kiel. Queden unes rescloses i un petit tram quasi sec del canal antic, llistats com a monuments.
En total, des de l'edat mitjana amb el canal de Stecknitz, el canal Alster-Beste, el canal Elba-Lübeck i el canal de Kiel hi va haver cinc intents per connectar els dos mars. Només els dos darreres queden actius en l'actualitat.